# Cryptocanthon newtoni
Cryptocanthon newtoni là một loài bọ cánh cứng trong họ Bọ hung (Scarabaeidae).